# Sorbas
Sorbas is een gemeente in de Spaanse provincie Almería in de regio Andalusië met een oppervlakte van 249 km². In 2007 telde Sorbas 2842 inwoners.
Geologisch is de ondergrond van het stadje opvallend door de afzettingen uit het Messinien waarop de stad gebouwd is, ten tijde van de toenmalige Mediterrane saliniteitscrisis. Er zijn dikke gipsafzettingen te zien, en de siliciclastische afzettingen zijn door gebrek aan bioturbatie (door het hoge zoutgehalte) zeer mooi gepreserveerd.

## Demografische ontwikkeling
Bron: INE, 1857-2011: volkstellingen